# Кинематограф телугу
Кинемато́граф те́лугу (телугу తెలుగు సినిమా), или Толливу́д — общее название производимых в Индии фильмов на языке телугу. Центром киноиндустрии телугу является город Хайдарабад, административный центр южноиндийского штата Андхра-Прадеш.
Телугуязычный кинематограф штата Андхра-Прадеш является одной из трёх крупнейших киноиндустрий Индии наряду с хинди (Болливуд) и тамилоязычной (Колливуд) киноиндустриями. В штате Андхра-Прадеш находится самое большое количество кинозалов в стране.
В Хайдарабаде, в мультиплексе Prasads IMAX, расположен кинотеатр с самым большим в мире IMAX 3D экраном.
В 2005, 2006, 2008 и 2014 годах на языке телугу было снято самое большое количество фильмов в Индии, превысившее даже количество картин снятых в Болливуде на языке хинди. Самое большое число фильмов (349) было выпущено в период с 1 апреля 2013 по 31 марта 2014 года, такого количества пока не достигала ни одна индийская киноиндустрия.

## История

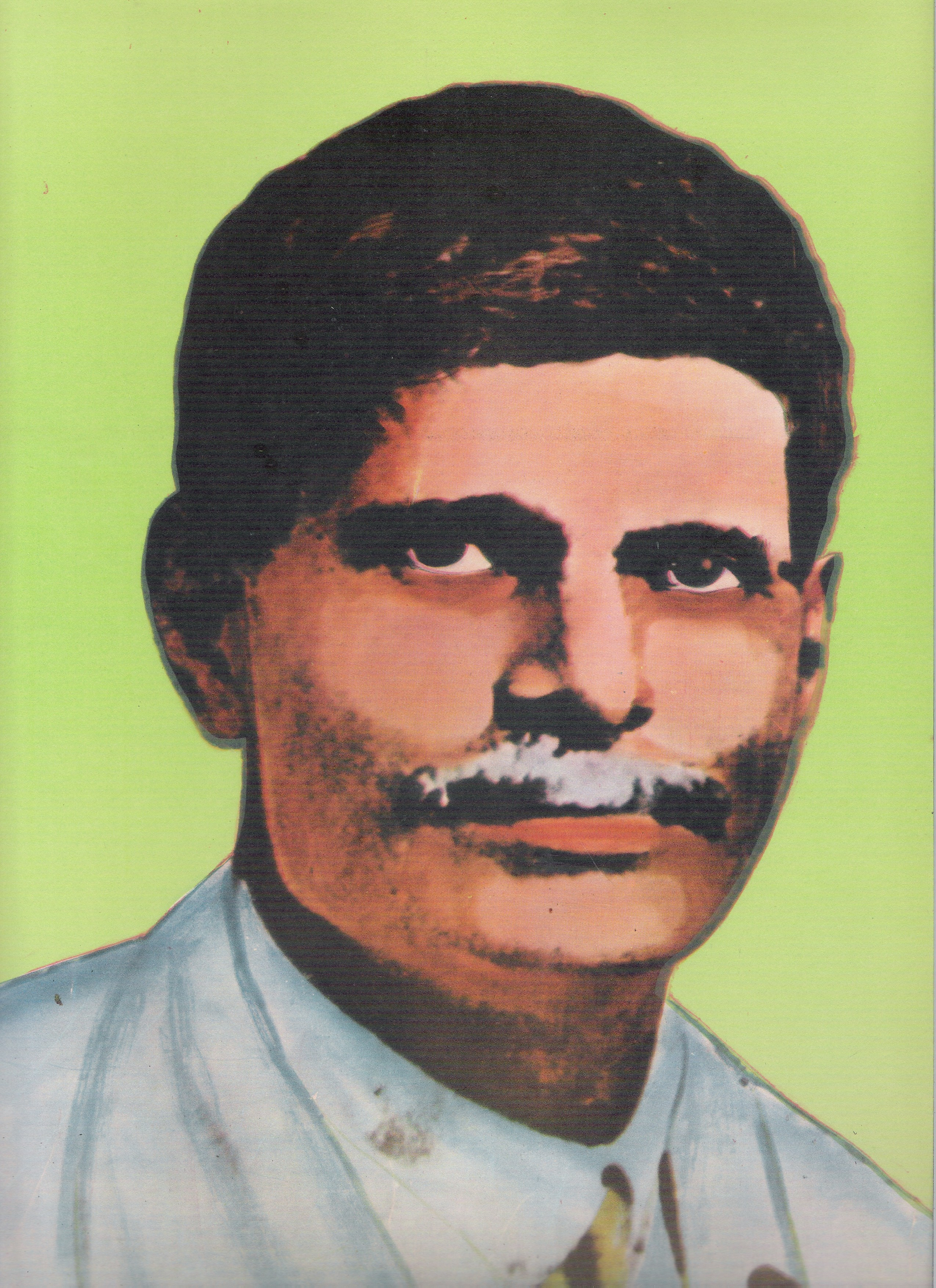
Рагхупати Венкая Найду

Отцом телугоязычного кинематографа считается Рагхупати Ве́нкая Найду.
В 1914 году Венкая Найду занимается прокатом иностранных (американских и английских) кинофильмов на юге Индии и основывает Gaiety Theatre — первый кинотеатр в городе Мадрас (совр. Ченнаи).
В 20-х годах Венкая Найду основывает первую телужскую кинокомпанию Star of the East Films («Звезда Востока») и первую постоянную киностудию.
В 1921 году Р. С. Пракаш, сын Венкая Найду, снимает для Star of the East Films первый немой фильм Bhishma Pratigna («Подвиги Бхишмы»), где сам играет главную роль Бхишмы.
В 20-е годы немые фильмы производят и другие телужские кинокомпании: Garrant Films, National Films, Associated Films, Surya Films и др. Бо́льшая часть фильмов этого периода носит мифологический характер.
Первыми звёздами кинематографа телугу становятся звёзды телужского театра. Некоторые драматические театры были даже переоборудованы в кинозалы. В 1921 году П. Шриниваса Рао открывает первый кинозал Maruthi Talkies («Марути Толкиз») и тем самым полагает начало эпохе кинотеатров.
В 1931 году Ханумаппа Маниаппа Редди снимает Bhakta Prahlada — первый звуковой фильм на языке телугу, который также становится первым кассовым хитом телугоязычной киноиндустрии.
В 1936 году Криттивенти Нагешвара Рао снимает Prema Vijayam, первый фильм социальной направленности, явивший собой новый этап в киноиндустрии телугу. Кассовый успех Prema Vijayam способствовал заинтересованности социальной тематикой и других кинопроизводителей.
В период с 1937 по 1946 годы происходит рост числа социальноориентированных фильмов, хотя продолжают снимать и мифологические картины. На это время приходится период борьбы за независимость под руководством Махатмы Ганди, и темы, поднимавшиеся в этих фильмах, касались озвученных Ганди идеалов: права неприкасаемых каст, повторные браки вдов, отмена приданого даури, запрет на продажу спиртных напитков и т. д. Фильмы на подобные темы приносили хорошие деньги.
Рост числа фильмов социальной тематики привёл к сокращению количества актёров, занятых в мифологических картинах. На смену им приходит новое поколение: Читтор В. На́гайя, Я. В. Рао, Каннамба, Камала Котнис, а также Канчанамала, ставшая впоследствии легендарной актрисой и получившая титул «восточной Греты Гарбо».
Конец 40-х — первая половина 50-х годов — начало эпохи кинематографа телугу в городе Мадрас (совр. Ченнаи), административном центре южноиндийского штата Тамилнад. Некоторые продюсеры начинают дублировать свои фильмы с телугу на тамильский язык, чтобы продавать их на Цейлон (совр. Шри-Ланка), в Бирму (совр. Мьянма) и другие страны, где тамильские фильмы имели хороший рынок сбыта. Впоследствии это делало возможным захват телужскими кинопроизводителями всего южноиндийского кинорынка.
Производство фильмов сразу на двух языках привело к возникновению традиции актёрского обмена, перехода актёров из фильмов одной киноиндустрии (на тамильском языке) в фильмы другой (на языке телугу). Однако, проблемы с произношением чужого языка, привели, в итоге, к решению дублировать тамильских актёров голосами актёров — телугу. Традиция производства двуязычных фильмов продержалась до 1953 года.
В 1944 году выходит фильм Jananam, главную роль в котором сыграл Аккинени Нагесвара Рао (АНР), один из ведущих актёров кинематографа телугу.
НТР старший (Нандамури Та́рака Рама Рао), дед и полный тёзка современного толливудского киноактёра НТР младшего (Нандамури Тарака Рама Рао), — ещё один ведущий киноактёр так называемой «золотой эры» кинематографа телугу.
Актёры АНР и НТР старший внесли большой вклад в кинематограф телугу. Они положили начало эпохе кинозвёзд и известны как «два столпа» телугоязычного кинематографа.
Первым закадровым певцом Толливуда был М. С. Рама Рао. Один из его самых известных суперхитов — песня «Yee Reyi Nannolla Nerava Raaja» из фильма Tahshildar (1944).

## Киностудии
Крупнейшими киностудиями являются: Рамоджи, Раманайду, Аннапурна и Падмалая.
- Кинокомплекс Рамоджи (Ramoji Film City) — крупнейшая в мире киностудия. Находится в нескольких километрах от столицы штата, города Хайдарабад. Занимает территорию 674 га[16][17][18] и внесена в Книгу рекордов Гиннесса как крупнейшая киностудия в мире[19]. Кинокомплекс включает в себя более 500 съёмочных площадок, около 50 киносъёмочных павильонов, места натурных съёмок, хай-тек лаборатории и аутентичные съёмочные площадки[20][21]. Рамоджи выглядит как рай для кинопроизводителя: сюда можно прийти с киносценарием, а уйти с готовым фильмом[22][23], поэтому на киностудии снимают фильмы не только на языке телугу, но сюда приезжают съёмочные группы со всей Индии для реализации своих кинопроектов на других индийских языках: тамильском, хинди, малаялам, каннада, ория, бходжпури, маратхи, гуджарати, а также на английском[20][23]. Гостями студии бывают режиссёры и съёмочные группы со всего мира, в том числе и из Голливуда[20]. Киностудия Рамоджи была открыта в 1996 году кинопродюсером и медиамагнатом Рамоджи Рао, вложившим в строительство миллиарды рупий. Ежегодно Рамоджи посещает более 1,5 млн туристов, кинокомплекс имеет годовой доход в миллиарды рупий[20][24].
- Киностудия Раманайду (Ramanaidu studios) или «Суреш Продакшенз» (Suresh Productions, её дочерняя кинокомпания) — одна из самых больших кинокомпаний в Индии, действующая на кинорынке уже более 50 лет и выпускающая как национальное, так и региональное индийское кино. «Суреш Продакшенз» выпускает около 5—7 фильмов в год, на её счету более 135 фильмов на 15 индийских языках[25][26][27]. Кинопродукция компании имеет 80 % кассовый успех, что является редкостью в быстро меняющемся мире индийской киноиндустрии[28]. Киностудия вошла в Книгу рекордов Гиннесса за выпуск наибольшего количества фильмов (130) одним продюсером — Д. Раманайду[29][30]. «Суреш Продакшенз» и киностудия Раманайду первыми начали в 2013 году установку в своих кинотеатрах трёхуровневой звуковой системы Auro-3D® Studio System (производства компании Barco[31])[26][27].
- Киностудия Аннапурна (Annapurna studious) — ведущая кино- и телестудия, основанная в 1955 году ветераном киноиндустрии телугу, актёром Аккинени Нагешвара Рао (АНР). В 2011 году на киностудии Annapurna 7 Acres Studio (входит в общий состав Annapurna studious) была установлена первая в Индии система Mistika 4K DI System от ведущей европейской компании SGO[32]. Система SGO Mistika известна как одна из самых высококачественных систем пост-продакшена, использующая недеструктивные инструменты (работающие в реальном времени) и включающая в себя весь производственный цикл: от сочетания монтажа на таймлайн[33], конформинга[34], компоузинга[35] с неограниченным количеством слоёв, цветокоррекции и реставрации изображения до производства DCP (стандарт DCI) копий для форматов 2D и 3D в разрешении SD, HD, 2K, 4K и выше[32][36][37]. Спецэффекты для получивших международное признание фильмов Толливуда «Муха» (девять наград, в том числе за лучшие спецэффекты, 8-го ежегодного кинофестиваля в Торонто Toronto After Dark Film Festival, 2013)[38][39] и психологического триллера Dream (престижная кинопремия Royal Reel Award Канадского международного кинофестиваля (CIFF), 2013)[40] создавались на Annapurna 7 Acres Studio (Annapurna studious)[41][42].
- Киностудия Падмалая (Padmalaya Studios или Padmalaya Film studious) — киностудия, основанная одной из самых популярных фигур индийского кино, — актёром, режиссёром и кинопродюсером Гаттаманени Кришной. Принадлежит Г. Кришне и его братьям Г. Хануманта Рао и Г. Адисешагири Рао. Киностудия — лидер в сфере индустрии развлечений Южной Азии. Padmalaya Studios использует последние достижения в области современных технологий. Компания IBM[43] расценивает Padmalaya Studios как самую большую анимационную студию не только в Индии, но и в Азии в целом[44].
- Киностудия Сарадхи (Saradhi studious) — первая киностудия, основанная в Хайдарабаде после образования штата Андхра-Прадеш.
- Киностудия Рамакришна (Ramakrishna studious) — киностудия основана ветераном кинематографа телугу, актёром НТР — старшим (Нандамури Та́рака Рама Рао) в память своего сына Рамакришны.

## Кинопремии
- Nandi Awards — главная ежегодная кинопремия, присуждаемая за достижения в сфере кинематографа на языке телугу.
- National Film Award for Best Feature Film in Telugu — кинопремия за лучший художественный фильм на языке телугу.
- Filmfare Award for Best Film — Telugu — кинопремия за лучший художественный фильм на языке телугу, ежегодно присуждаемая журналом Filmfare в рамках Filmfare Awards South.

## Кинопродукция
| Год    | 2005 | 2006 | 2007 | 2008 | 2009 | 2010 | 2011 | 2012 | 2013 | 2014 |
| ------ | ---- | ---- | ---- | ---- | ---- | ---- | ---- | ---- | ---- | ---- |
| Фильмы | 268  | 245  | 241  | 286  | 218  | 181  | 192  | 256  | 280  | 349  |

### В списке «100 лучших фильмов Индии»
Согласно голосованию, проведённому в мае 2013 года каналом IBNLive (CNN-IBN Live) по поводу столетнего юбилея индийского кинематографа, «золотая» классика Толливуда фильм Mayabazar (1957) был назван «величайшим фильмом Индии» и занял первое место в списке «100 лучших индийских фильмов». Mayabazar считается целой вехой в истории индийской кинематографии, включая художественную постановку и визуальные эффекты (с учётом доступных технологий того времени). Режиссёром фильма был К. В. Редди, в главных ролях снимались знаменитые актёры: Аккинени Нагесвара Рао, Нандамури Тарака Рама Рао, Савитри и С. В. Ранга Рао. Кинооператора Маркуса Бартли сильно хвалили за съёмку трюковых сцен фильма. Mayabazar — мифологическая картина, в задачу которой входило пролить новый свет на события древнеиндийского эпоса Махабхарата.
В список «100 лучших фильмов Индии» также вошли ещё 9 картин на языке телугу: Shiva / Siva (1989), Sankarabharanam (1979), Nartanasala (1963), Devadasu (1953), Mallishwari / Malliswari (1951), Maa Bhoomi (1979), Maro Charitra (1978), «Богиня из глубин Земли» (1951), «Фотография в свадебном альбоме» (1983).

### Самые кассовые фильмы
Самыми кассовыми фильмами Толливуда являются:
«Бахубали: Рождение легенды» (2017), «Бахубали: Начало» (2015), Saaho (2019), Sarileru Neekevvaru (2020), Ala Vaikunthapurramuloo (2020), Sye Raa Narasimha Reddy (2019), Bharat Ane Nenu (2018), Rangasthalam (2018), Maharshi (2020), «Путь к дому тёти» (2013), «Великодушный» (2015), «Великий воин» (2009), «Габбар Сингх» (2012), Race Gurram (2014), «Сын Сатьямурти» (2015), «Дерзкий» (2011), «Ветка жасмина у дома Ситы» (2013) — все вышеперечисленные фильмы собрали более 500 миллионов рупий (более 50 кроров).

### Международное признание
Обладатель кинопремии Nandi Awards фильм «Жемчуг» (1986) получил одобрительные отзывы на Азиатско-Тихоокеанском кинофестивале в категориях «Лучший фильм» и «Лучший актёр» (Камал Хасан).
Эпико-мифологическая драма, обладатель кинопремии Filmfare Awards South, фильм Seeta Kalyanam (1976) был показан на Лондонском кинофестивале, Международном кинофестивале в Чикаго и Денвере, является частью учебного курса Британского института кино.
Фильм «Пыль человеческая» (1990), обладатель национальной кинопремии Лучший художественный фильм на языке телугу, получил одобрительную оценку на Московском международном кинофестивале (1991).
Обладатель национальной кинопремии за лучший художественный фильм на языке телугу Na Bangaaru Talli (2013) назван лучшим художественным фильмом (Best Feature Film) на международном кинофестивале Тринити (Trinity International Film Festival) в Детройте (2013), в этом же году фильму была присуждена награда Award of Excellence на Международном кинофестивале в Индонезии (IFFCRM). Фильм посвящён проблеме торговли людьми и основан на реальной, взятой из жизни истории.
Психологический триллер Dream (2012) выиграл престижную кинопремию Royal Reel Award на Канадском международном кинофестивале (CIFF) в 2013 году.
В 2013 году, на 8-м ежегодном кинофестивале в Торонто Toronto After Dark Film Festival, обладателю Национальной кинопремии фильму «Муха» (2012) было присуждено сразу девять наград, среди которых Лучший остросюжетный фильм, Лучшая комедия, Самый оригинальный фильм, Лучшие спецэффекты, Лучшая режиссура, Лучший злодей, Лучший герой (Муха).

### В советском кинопрокате
Фильмы на языке телугу, дублированные на русский язык и шедшие в советском кинопрокате:
- «Последний зов любви»[англ.] (Seethakoka Chiluka, 1981, в гл. ролях: Картик[англ.], Аруна Мучерла[англ.])
- «Фотография в свадебном альбоме» (Sagara Sangamam, 1983, в гл. ролях: Камал Хасан, Джая Прада)
- «Ситара» (Sitaara, 1983, в гл. ролях: Суман[англ.], Бхануприя[англ.])
- «Маюри» (Mayuri, 1984, в гл. роли Судха Ча́ндран[англ.])
- «Жемчуг»[англ.] (Swati Mutyam, 1986, в гл. ролях: Камал Хасан, Ра́дхика[англ.])
- «Маленький свидетель»[англ.] (Pasivadi Pranam, 1987, в гл. ролях: Чирандживи, Виджаяшанти)
- «Собственными стараниями»[англ.] (Swayam Krushi, 1987, в гл. ролях: Чирандживи, Виджаяшанти)
- «Музыкальная фантазия» (Swara Kalpana, 1989, в гл. ролях: Шрирам Эдида, Сита Партхибан)

Фильмы «Последний зов любви», «Фотография в свадебном альбоме», «Ситара», «Маюри», «Жемчуг» — обладатели различных кинопремий: Национальной кинопремии Индии, Filmfare Awards South и др.

### Фильмы на DVD
Из современного кинематографа телугу, профессионально озвучены на русский язык и выпущены на DVD фильмы: «Скрытая правда» (Murari, 2001), «Дождь» (Varsham, 2004), «Непохищенная невеста-2» (Nuvvostanante Nenoddantana, 2005), «Пу́рнами»/«По́урнами» (Pournami, 2006), «Луна в окружении звезд» (Chukkallo Chandrudu, 2006), «Вооружён и очень опасен» (2006), «Кукольный дом» (2006), «Счастье» (Happy, 2006), «Арья» (Aarya, 2007), «Немного радости, немного печали» (Konchem Ishtam Konchem Kashtam, 2009), «Загадочный портрет» (Nagavalli, 2010), «Суперигрок» («Процветающий сад»; Brindaavanam, 2010), «Дерзкий» (2011), «Опасный игрок-4» («Шершень») (Kandireega, 2011), «Всё из-за любви» («Потому что люблю») (Endukante… Premanta!, 2012) и др.
Профессионально озвучен на русский язык и выпущен на DVD также один из лучших и успешных фильмов современного Толливуда — «Непревзойдённый хитрец» (2007). Фильм — социальное фэнтези, с встроенными в основной сюжет элементами индийской мифологии и традиционного для южноиндийского кино юмора. Фильм собрал 7,1 миллиона долларов за 150 дней показа и вошёл в пятёрку самых кассовых фильмов 2007 года. Другой рекорд фильма — показ в рекордном количестве кинотеатров (в 405 кинотеатрах за 50 дней). «Непревзойдённый хитрец» был удостоен четырёх кинопремий Nandi Awards, в том числе за лучшие спецэффекты и лучшие костюмы, а также двух кинопремий Filmfare Awards South: за лучшую мужскую роль и лучшую хореографию. В фильме снимались: Н. Т. Р. младший, Приямани, Мохан Бабу, Мамта Мохандас.

## Персоналии

### Режиссёры
Адурти Субба Рао единственный режиссёр, чьи картины 7 раз выигрывали Национальную кинопремию за лучший художественный фильм на языке телугу (National Film Award for Best Feature Film in Telugu). За ним следуют Б. Н. Редди, П. Пуллайя, Б. Нарсинг Рао и К. Вишванатх, их фильмы выигрывали национальную кинопремию 3 раза (в том числе такие фильмы К. Вишванатха как «Жемчуг» (Swati Mutyam / Swathi Muthyam) и «Фотография в свадебном альбоме» (Sagara Sangamam). Далее следуют режиссёры Кадри Венката Редди, Б. С. Ранга, К. Пратьягатма, Б. С. Нара́яна, П. Кришна Вамси, У. Вишвешвар Рао, их фильмы удостаивались звания Лучший художественный фильм на языке телугу 2 раза. Национальной кинопремии за лучший художественный фильм также были удостоены такие режиссёры как Вамси (не следует путать с режиссёром П. Кришной Вамси) за фильм «Ситара» (Sitaara), Б. Нарсинг Рао за фильм «Пыль человеческая» (Matti Manushulu), С. С. Раджамоули за фильм «Муха».

Судха Чандран в фильме «Маюри»

К. Вишванатх единственный, кто 8 раз выигрывал кинопремию Filmfare Awards South как лучший режиссёр фильмов на языке телугу (в том числе за фильмы «Жемчуг» и «Фотография в свадебном альбоме»). За ним следует С. С. Раджамаули (за фильмы «Великий воин», «Муха» и дилогию «Бахубали»), выигрывавший Filmfare Awards South 4 раза.
В число удостоенных премии Filmfare Awards South входят также режиссёры П. Кришна Вамси, Дасари Нара́яна Рао и Сингитам Шриниваса Рао (за фильм «Маюри» (Mayuri), сюжет которого основан на подлинной истории из жизни танцовщицы Судхи Ча́ндран, потерявшей ногу в результате автокатастрофы и научившейся танцевать на протезе, главную роль в фильме исполнила сама Судха Чандран).

### Актёры
Самыми высокооплачиваемыми актёрами современного Толливуда являются: Паван Кальян, Махеш Бабу, НТР младший (Нандамури Тара́ка Рама Рао), Рам Чаран Теджа, Рави Теджа, А́ллу Арджун, Нагарджуна, Венкатеш, Прабхас, Нага Чайтанья.
Шо́бхан Бабу, Аккинени Нагешвара Рао и Венкатеш — единственные, кто 5 раз выигрывал кинопремию Nandi Awards за лучшую мужскую роль. За ними следуют Камал Хасан, Джагапати Бабу, Чирандживи, Нагарджуна и Махеш Бабу — 3 раза. М. Прабхакар Редди, Кришнам Раджу, Раджендра Прасад, Дасари Нараяна Рао и Нандамури Балакришна — 2 раза.
Чирандживи единственный, кто 7 раз выигрывал кинопремию Filmfare Awards South за лучшую мужскую роль. За ним следуют Махеш Бабу и Кришнам Раджу — 4 раза. Венкатеш, Камал Хасан и Аллу Арджун — 3 раза. Аккинени Нагешвара Рао — 2 раза.
Согласно голосованию, проведённому в 2013 году каналом CNN-IBN по поводу столетнего юбилея индийского кинематографа, актёр Толливуда Нандамури Тарака Рама Рао набрал 53 % голосов и был назван «величайшим индийским актёром всех времён», на втором месте — Камал Хасан, набравший 44 % голосов.
Актёр Суман (Мангалор Суман Тальвар) — особая фигура в кинематографе телугу. Сам он родом из Мангалора, что в Южной Карната́ке (о чём говорит его полное имя), его родной язык тулу. Считался самым красивым актёром Толливуда своего времени (80-90-е годы). Суман известен своими знаменитыми трюками в кино, за которые получил титул Герой Экшн (Action Hero). Актёр внёс огромный вклад в развитие школ каратэ в Индии. Именно подготовленность в сфере боевых искусств привела его в кинематограф. Суман имеет чёрный пояс каратэ 6-го дана (стиль Шотокан/Сётокан). Актёр также является почётным президентом индийского отделения Всемирного союза федераций каратэ (WUKF India). А также является председателем Ассоциации каратэ штата Андхра-Прадеш, основателем Suman Budokan Karate Association. Кроме того, Суман изучал каларипаятту, боевое искусство штата Керала, у гуру Гопала Гуруккала.

### Актрисы
Роли южноиндийских героинь, как правило, небольшие, а карьера актрис — коротка. В то время как актёры Толливуда делают по 1—2 главных фильма в год, актрисы вынуждены сниматься более чем в пяти картинах одновременно, будучи заключёнными в жёсткие рамки сразу пяти киноиндустрий: на телугу, тамильском, малаялам, каннада и хинди языках.
Самыми востребованными актрисами современного Толливуда являются: Саманта, Таманна, Наянтара, Снеха, Тапси Панну, Ка́джал Аггарвал. В число наиболее высокооплачиваемых актрис также входят: Анушка Шетти, Шрути Хасан, Триша Кри́шнан, Нитья Ме́́нон, Ха́нсика Мотвани, Анджали, Амала Пол, Чарми Каур, Шрия Саран, Рича Гангопадхай, Илеана д’Круз.
Джаясудха единственная, кто пять раз выигрывал кинопремию Nandi Awards как лучшая актриса (англ.). За нею следует Виджаяшанти — 4 раза. Лакшми, Лайя, Аамани, Мина — 2 раза.
Виджаяшанти единственная, кто пять раз выигрывал кинопремию Filmfare Awards South как лучшая актриса (англ.). За нею следуют Джаясудха — 4 раза, Со́ундарья и Триша Кри́шнан — 3 раза, Анушка Шетти — 2 раза.

### Композиторы
Огромный вклад в южноиндийскую киномузыку внёс композитор Илайяраджа, его именуют на Юге не иначе как Маэстро и Король мелодий. Этот тамильский композитор написал музыку к более чем сотне фильмов на языке телугу, большинство из которых стали музыкальными блокбастерами. Среди лучших произведений Илаяраджи, написанных для Толливуда, музыка к фильмам: «Последний зов любви» (Seethakoka Chilluka) (1981), «Фотография в свадебном альбоме» (Sagara Sangamam, 1983), «Ситара» (Sitaara, 1983), Aalaapana (1986), Sankeertana (1987), Rudraveena (1988), а также мюзикл Mallepuvvu (2008) (история этого фильма настолько вдохновила композитора, что он написал все 8 мелодий за один час, чем потряс аудиторию).
Илаяраджа был первым, кто использовал синтезатор в индийской киномузыке (1981 год), причём он сумел сделать это в синтезе с южной, карнатической традицией индийской классической музыки. В Толливуде это был фильм «Последний зов любви» (1981), а затем «Фотография в свадебном альбоме» (1983) и «Ситара» (1983). В Болливуде в этом же году композитор Чаранджит Сингх только выпускает альбом с обработанным на синтезаторе саундтреком к фильму «Любовная связь», но в оригинальной версии саундтрека (композиторы Шив—Хари) синтезатор не использовался. Традиция, заложенная в своё время Илаяраджей, не прерывается и по сей день: болливудский композитор Сохаил Сен, работая в Толливуде в 2014 году, отметил, что кино и музыка на Юге очень продвинуты технически.
Согласно голосованию, проведённому в 2013 году каналом CNN-IBN по поводу столетнего юбилея индийского кинематографа, Илаяраджа был назван величайшим индийским композитором: набрав 49 % голосов, он опередил А. Р. Рахмана, набравшего 29 % и занявшего второе место в списке.
Илаяраджа единственный, кто 2 раза удостаивался награды Лучший композитор фильма на языке телугу (за фильмы «Фотография в свадебном альбоме» и Rudraveena). За ним следуют К. В. Махаде́ван, Рамеш Найду, М. М. Киравани, Видьяса́гар и Шантану Мойтра — 1 раз.
Композиторы М. М. Киравани и Деви Шри Прасад единственные, кто 4 раза выигрывал премию в рамках Filmfare Awards South. В частности, Деви Шри Прасад был удостоен премии за музыку к фильмам «Непохищенная невеста-2» (Nuvvostanante Nenoddantana), «Дождь» (Varsham), «Кукольный дом» (Bommarillu) и «Габбар Сингх» (Gabbar Singh), а М. М. Киравани за музыку к фильму «Великий воин» (Magadheera). Далее следует композитор Мани Шарма, выигрывавший Filmfare Awards South 3 раза, а также композиторы Микки Дж. Мейер и Р. П. Патнаик, удостоенные данной премии 2 раза.
В 2010 году обладателем премии Filmfare Awards South (телугу) стал всемирноизвестный тамильский композитор А. Р. Рахман (пишущий главным образом для Колливуда и, в меньшей степени, Болливуда). Композитор был удостоен данной премии за музыку к фильму «Очарование»/«Как ты смогла меня очаровать» (Ye Maaya Chesave). В число лучших «толливудских» произведений А. Р. Рахмана входит также телугу — версия саундтрека к фильму Rhythm (2000) (саундтрек на телугу и оригинальная тамильская версия несколько отличаются друг от друга), а также песня «Yedo Yedo» из фильма «Ты в моем сердце» (Nee Manasu Naaku Telusu) (2003).

### Закадровые певцы
Картик единственный, кто 2 раза выигрывал Filmfare Awards South как лучший закадровый певец на языке телугу (награду начали присуждать с 1997 года). За ним следуют Мано, Шринивас, Чакри, Шанкар Махадеван, С. П. Баласубраманьям, Анудж Гурвара, Рамеш Вина́ягам, Н. С. Карунья, Рахул Намбиар — 1 раз.
По мнению старейшего музыкального критика В. А. К. Рангарао, С. П. Баласубраманьям — феноменальное явление в индийском кинематографе. С. П. Баласубраманьям является единственным закадровым певцом в Индии, выигрывавшим Национальные кинопремии на четырёх индийских языках. Певец является обладателем кинопремий Filmfare Awards и Filmfare Awards South, многочисленных наград штатов Андхра-Прадеш, Тамилнад, Карнатака и правительственных наград Падма Шри (2001) и Падма Бхушан (2011). С. П. Баласубраманьям пользуется большим уважением за невероятный вокальный диапазон, глубокий богатый голос, совершенное владение стилем, техникой и модуляцией голоса.
С. П. Баласубраманьям единственный, кто 3 раза выигрывал Национальную премию как лучший закадровый исполнитель. За ним следует К. Дж. Йесудас — 1 раз.
В Толливуде С. П. Баласубраманьям исполнял песни за Камала Хасана, Сумана, в частности, в фильме «Ситара» (1983), Нагарджуну и многих других актёров. Shankarabharanam (1979), «Фотография в свадебном альбоме» (1983), Rudraveena (1988), «Жемчуг» (Swati Mutyam, 1986) — все эти фильмы, базирующиеся на карнатической музыке, принесли Национальные кинопремии как певцу, так и композиторам.
Сын С. П. Баласубраманьяма, закадровый певец С. П. Б. Чаран, во многом унаследовал тембр своего отца. Сестра С. П. Баласубраманьяма — С. П. Сайладжа также входит в число известнейших закадровых певиц Толливуда.

### Закадровые певицы
Закадровую певицу П. Сушилу называют «Королева мелодии». На её счету множество наград, в том числе от правительства штата Андхра-Прадеш и журнала Filmfare. В 2008 году певица была удостоена государственной награды Па́дма Бху́шан. П. Сушила является первой южноиндийской закадровой певицей, удостоенной Национальной кинопремии за лучший женский закадровый вокал.
За всю историю Национальная кинопремия за лучший женский закадровый вокал на языке телугу была выиграна 6 раз. П. Сушила получала премию 3 раза (1977, 1983 и 1984), Вани Джайярам — 2 раза (1980 и 1992). За ними следует С. Джа́наки, выигравшая 1 раз в 1985 году.
Закадровые певицы, которым была присуждена награда Лучшая закадровая певица на языке телугу в рамках Filmfare Awards South (награду начали присуждать только с 2004 года): К. С. Читра, Смита, Мамта Мохандас, Садхана Саргам, Швета Пандит, Прия Химеш, Гита Мадхури, Шрея Гхошал, Сучитра.
Закадровую певицу С. Джа́наки восхищённо именуют «Соловей Юга». На её счету 4 Национальных кинопремии (на телугу, малаялам и тамильском языках) и 31 награда от правительств южноиндийских штатов, 10 из которых от правительства штата Андхра-Прадеш. В 2013 году С. Джанаки отказалась получать государственную награду Па́дма Бху́шан, мотивируя это тем, что награда была присуждена слишком поздно для певицы, за плечами которой певческий стаж длиною в 55 лет. Этим жестом С. Джанаки также подчеркнула тот факт, что южноиндийские артисты не получают должного признания на государственном уровне. Точно также в 1960 году известный тамильский актёр, режиссёр и продюсер М. Г. Рамачандран отказался получать правительственную награду Падма Шри, так как текст был написан только на языке хинди и алфавите девана́гари, который не используется в языках Южной Индии, относящихся к дравидийской языковой семье.
В число лучших песен, исполненных С. Джанаки входят: «Vennello Godari Andam», «Jilibili Palukula», «Ku Ku Ku», «Nee Gaanam» из фильма «Ситара» (остальные женские партии в этом фильме исполнила С. П. Сайладжа); «Om Namah Sivaya», «Mounamelanoyi», «Baalakanakamaya» из фильма «Фотография в свадебном альбоме» (остальные женские партии в этом фильме исполнила С. П. Сайладжа); «Suvvi Suvviv», «Manasu Palike», «Chinnari Ponnari Kittaya», «Dharmam Sharanam» из фильма «Жемчуг» (Swati Mutyam); «Aa Kanulalo», «Kalise Prathi», «Priyathama» из фильма Aalaapana и др.

## Особенности киноиндустрии

### Кинорынок
Размер телугуязычного кинорынка в 2009 году составил приблизительно 7,7 миллиарда индийских рупий, а в 2014 году возрос до 10 миллиардов. Рынок поделён между ключевыми игроками киноиндустрии: продюсерами, дистрибьюторами и прокатчиками. Более 80 % годового дохода киноиндустрии составляет кинорынок штата Андхра-Прадеш. Фильмы на языке телугу также имеют значительный кинорынок в штатах Тамилнад (20 — 25 % от общего годового дохода), Ке́рала (около 8 — 10 %) и Карна́така (около 3 %). Некоторые особенно успешные фильмы либо дублируются, либо переснимаются на хинди и другие индийские языки.

### Кинопроизводство
В среднем киноиндустрия телугу производит от 250 до 270 фильмов в год. Количество времени, затраченное на производство фильма, зависит от нескольких факторов: бюджета кинокартины и её постановочной стоимости, которая включает в себя подготовку съёмочных площадок и павильонов, подготовку декораций и костюмов, поиск или выбор мест натурных съёмок, степень использования спецэффектов и компьютерной графики и т. д. В среднем на создание малобюджетной картины уходит около 9—10 месяцев, производство фильма со средним бюджетом занимает 10—12 месяцев, а выпуск высокобюджетного фильма может занять от 12 до 15 месяцев.

### Политика в кино
Одной из главных отличительных особенностей южно-индийского кино является его тесное взаимодействие с политикой, особенно это характерно для киноиндустрий штатов Андхра-Прадеш и Тамилнад. Начало этого взаимодействия относится к эпохе появления на Юге первого звукового кино (1931). Например, первый тамильский звуковой фильм Kalidas (1931) хотя и был мифологическим, однако содержал песню, прославляющую Махатму Ганди. Выход на Юге первого звукового кино приходится на период разгара Движения гражданского неповиновения, важнейшего этапа борьбы за независимость Индии. Артисты театральных трупп, ставшие первыми актёрами и первыми звёздами южно-индийского кино, были в тот момент очень политизированы, они принесли в кино свою идеологию и склонность к политической активности, что и явилось началом политизации южно-индийской киноиндустрии: в течение нескольких лет выпускались патриотические фильмы, и кино превратилось в инструмент политической пропаганды, многие киноартисты стали принимать прямое участие в политике. Традиция продолжается и по сей день: многие известные южно-индийские актёры активно задействованы в политике, в Толливуде это: Чирандживи, Джая Прада, Джаясудха, Виджаяшанти, НТР младший, Махеш Бабу, Паван Кальян и многие другие. Актёр Нандамури Тарака Рама Рао несколько раз занимал пост главы правительства (Chief Minister) штата Андхра-Прадеш.

### Классический танец в кино
Следование национальным классическим традициям, базирующимся на древнейшей дравидийской культуре — ещё одна особенность южноиндийского кино. Так, например, одной из характерных черт Толливуда 80-х годов является приверженность классическим традициям южноиндийской музыки (карнатический вокал) и классического индийского танца (стили кучипуди и бхаратанатьям). Классическому индийскому (южноиндийскому) танцу посвящались целые фильмы. Именно классический танец привёл в киноиндустрию телугу Бхануприю, одну из ведущих актрис Толливуда 80-х годов. Кинематографист и режиссёр П. Шрирам назвал Бхануприю актрисой с самым красивым и фотогеничным лицом во всей южноиндийской киноиндустрии.
Фильмы на языке телугу, рассказывающие о традициях индийского классического танца:
- «Фотография в свадебном альбоме» (Sagara Sangamam, 1983, в гл. ролях: Камал Хасан, Джая Прада)
- «Маюри» (Mayuri, 1984, в гл. роли танцовщица Судха Чандран[англ.])
- Aalaapana[98] (1985, в гл. роли Бхануприя)
- Swarnakamalam[англ.] (1988) (в гл. роли Бхануприя)

Классический танец можно увидеть и в других фильмах этого, или приблизительно этого периода: Shankarabharanam (1979, в гл. роли актриса и танцовщица Манджу Бхаргави), «Ситара» (Sitaara, 1983, в гл. роли Бхануприя), Rudraveena (1988, в гл. роли актриса и танцовщица Шобана), Sankeertana (1987).
В 2016 году вышла короткометражная картина Natyam («Танец»), в главной роли снялась танцовщица стиля кучипуди Сандхья Раджу. Сценарий фильма сосредоточен на внутреннем мире женщины и затрагивает социальные вопросы, с которыми ей приходится сталкиваться после замужества. Героиня фильма Кальяни по настоянию отца прервала все свои связи с прошлым: прекратив общение с композитором Шакти (человеком, которого любила) и оставив занятия классическим танцем, она вышла замуж за того, кого выбрали родители, после чего всецело погрузилась в семейный быт. Через несколько лет Шакти, уже ставший к тому времени обладателем национальной музыкальной премии, встречается с Кальяни, резко выступая против превращения ею своей жизни в пустую, бессмысленную рутину, убивающую душу. Во многом благодаря Шакти, Кальяни находит в себе силы выйти из этой ежедневной рутины и реализовать свою давнюю мечту — стать профессиональной танцовщицей стиля кучипуди. Её желание и следование цели были настолько сильны, что в итоге нашли поддержку даже у её постоянно занятого на работе мужа Вишу. Фильм Natyam («Танец») — это посыл всем замужним женщинам не замыкаться на одной только семейно-бытовой рутине, а иметь своё хобби, своё поле для творчества, необходимое для развития каждого человека. Исполнительница главной роли Сандхья Раджу отметила, что она согласилась сыграть в этой небольшой кинокартине потому, что сюжет очень близок ей, как танцовщице кучипуди. Сандхья Раджу также выступила и в роли хореографа данного фильма.

## Сильные и слабые стороны киноиндустрии

### Сильные стороны киноиндустрии
Сильные стороны кинематографа телугу (общие для всей южноиндийской киноиндустрии в целом):
- Высокая посещаемость кинотеатров. Несмотря на сравнительно небольшой географический ареал, сборы в кинотеатрах высокие. Кассовые сборы от демонстрации фильмов в кинотеатрах — самый важный источник годового дохода для всей южноиндийской киноиндустрии. Количество кинозалов в регионе составляет почти 50 % от общего числа действующих кинозалов в стране[90]. Самая высокая посещаемость кинотеатров в штатах Андхра-Прадеш и Тамилнад[90].
- Высокий уровень дисциплины. Вся южноиндийская киноиндустрия работает в очень дисциплинированной манере. Фильмы имеют точно прописанный киносценарий. Актёры, режиссёры и съёмочные группы твёрдо придерживаются расписания, а продюсеры и служебный персонал — производственного плана. Актёры являются на съёмки вовремя, подчиняясь извещению о вызове. Южноиндийская киноиндустрия отличается высоким уровнем производства: надлежащее планирование всегда полностью завершено к началу съёмок, что помогает при мониторинге и является эффективным при контроле процесса расходов; продюсеры обычно более здраво относятся к расходам и стремятся не навлекать на себя излишние «неизбежные траты»[90].
- Техническая продвинутость. Южноиндийская киноиндустрия является лидером по использованию цифровых технологий: уже в 2009 году доля таких фильмов составляла 40 % от общего числа кинопродукции[90]. Передовые технологии используются во всех сферах кинопроизводства: производстве, пост-производстве, распространении и демонстрации фильмов. В настоящее время бо́льшая часть южноиндийских фильмов включает в себя цифровой интермедиэйт (DI) и использует интерфейс компьютерной графики стандарта CGI для спецэффектов и анимации[90].

### Слабые стороны киноиндустрии
- Телугуязычная киноиндустрия выпускает огромное количество фильмов, в среднем 250—270 картин в год[90][92]. Однако, коэффициент успеха при этом остаётся невысоким, большой процент фильмов не в состоянии покрыть расходы на производство[90]. Причину такого положения дел в киноиндустрии телугу раскрывает известный продюсер Д. Раманайду (см. Киностудии, Киностудия Раманайду). На вопрос, что же вынуждает снимать всё большее и большее количество фильмов на телугу, Д. Раманайду отвечает, что в киноиндустрии не существует проходных барьеров, если у вас есть деньги, вы можете заняться продвижением фильма, в настоящее время почти 70 % новоявленных промоутеров именно такие люди; при этом продюсер обращает внимание на то, что только 10 % фильмов становятся хитами[101]. Президент «Суреш Продакшенз[англ.]», дочерней кинокомпании киностудии Раманайду, Д. Суреш Бабу[англ.] (старший сын продюсера Д. Раманайду и старший брат известного толливудского актёра Венкатеша[англ.]) подчёркивает, что каждый месяц, по крайней мере, пара таких людей, без надлежащего образования, совершенно далёких от кино, но с деньгами, приходят к нему за подписью, чтобы получить разрешение войти в Совет продюсеров[101]. В итоге фильмов снимается много, а коэффициент успеха и самоокупаемость остаются довольно низкими.
- Согласно недавнему решению парламентской комиссии, каждый выпущенный в Индии фильм в обязательном порядке должен быть сохраняем в Национальном киноархиве Индии[англ.] в Пуне[102]. Наиболее вопиющая ситуация по данному вопросу сложилась в киноиндустрии телугу, никогда не относившейся всерьёз к сохранению и архивированию своей кинопродукции. По этой причине первый немой фильм Bhishma Pratigna и первый звуковой фильм Bhakta Prahlada уже нельзя найти нигде, и этот список можно продолжать: некоторые картины из «золотой классики» Толливуда, снятые в период до 1970 года, уже утеряны навсегда[102]. Во влажных и жарких климатических условиях Индии сохранность старых кинолент является наисложнейшей задачей. Единственный выход — преобразование фильмов в цифровой формат — процесс довольно дорогостоящий (особенно для цветных кинолент), многие продюсеры не в состоянии себе его позволить. Кроме того, многие из них продали свои права на негативы многочисленным телевизионным каналам и поэтому больше не могут контролировать ситуацию. Пару лет назад тамильский кинематограф (Колливуд) очень серьёзно подошёл к этому вопросу и начал процесс перевода в цифровой формат собственного фонда «золотой классики». На сегодняшний день такой энтузиазм трудно обнаружить в киноиндустрии телугу. Однако, Джаган Мохан, заведовавший процессом перевода в цвет и цифровой формат чёрно-белого фильма Толливуда Майябазар[англ.] (1957), названого в 2013 году «величайшим фильмом Индии» и занявшего первое место в списке «100 лучших индийских фильмов»[46], уверен, что Толливуд тоже примкнёт к этому движению. Дело в том, что многие телевизионные каналы имеют плохие копии старых фильмов, и так как зритель всё больше переходит на телевидение высокой чёткости (HD), эти ТВ каналы будут в скором времени просто вынуждены перевести содержимое своих киноархивов в HD формат[102].